# Козырев, Николай Александрович

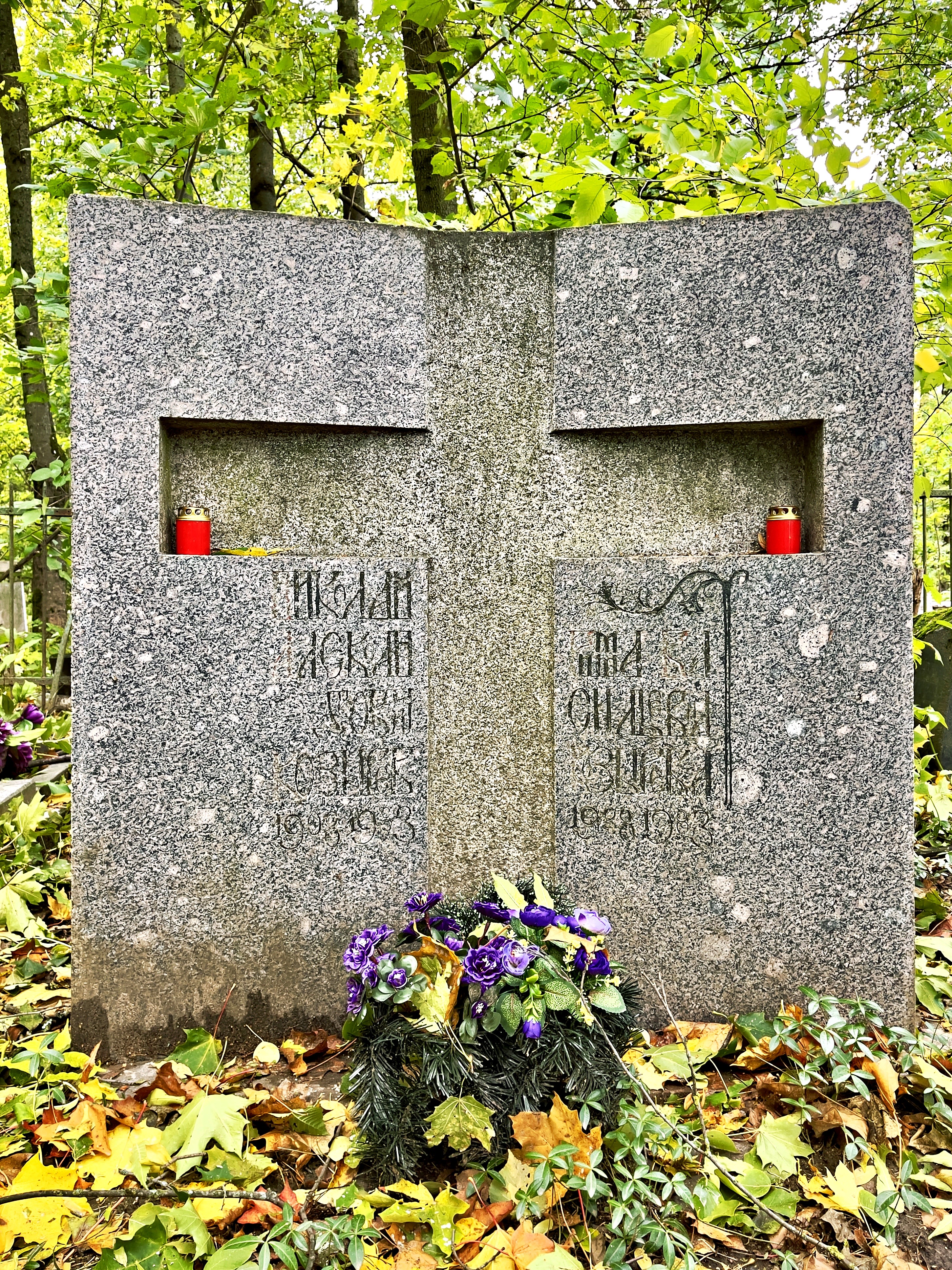
Памятник на могиле Н. А. Козырева и Р. В. Козыревой на кладбище Пулковской обсерватории

Никола́й Алекса́ндрович Ко́зырев (20 августа (2 сентября) 1908, Санкт-Петербург — 27 февраля 1983, Ленинград) — советский астроном, астрофизик, доктор физико-математических наук (1947).
Исследовал физику звёзд, изучал планеты и Луну. Разработал теорию протяжённых звёздных атмосфер и установил ряд особенностей выходящего из них излучения (1934), в дальнейшем обобщённой С. Чандрасекаром. Обнаружил в спектре тёмной части диска Венеры эмиссионные полосы, две из которых были приписаны молекулярному азоту (1953). Получил спектрограммы лунного кратера Альфонс, указывающие на выход газов (молекулярного водорода и углерода) из центральной горки кратера. Верно предсказал отсутствие магнитного поля Луны за несколько лет до первых космических экспедиций к ней (1959). Обнаружил водород в атмосфере Меркурия (1963).
С конца 1940-х годов развивал оригинальные представления о физических свойствах времени, согласно которым время порождает энергию во Вселенной.
В сентябре 1969 года Международная академия астронавтики постановила наградить Козырева именной золотой медалью за открытие лунного вулканизма.

## Биография
Родился в Санкт-Петербурге, в дворянской семье.
В 1928 году окончил физико-математический факультет Ленинградского университета. По окончании учёбы был принят аспирантом в Главную астрономическую обсерваторию СССР в Пулково. Работал в Ленинградском институте инженеров железнодорожного транспорта. По окончании аспирантуры (1931) зачислен совместно с В. А. Амбарцумяном в штат обсерватории специалистом первого разряда. Параллельно с работой в обсерватории читал лекции по теории относительности в Ленинградском педагогическом институте. Из-за конфликта с директором 8 марта 1936 года был уволен из Пулковской обсерватории.
7 ноября 1936 года Н. А. Козырев был арестован, а 25 мая 1937 года осуждён в связи с «Пулковским делом» на десять лет тюремного заключения. С. Д. Довлатов передаёт следующую черту этого процесса: «Обвиняли его в попытке угнать реку Волгу. То есть, буквально угнать из России — на Запад. Козырев потом рассказывал: „…когда сформулировали обвинение, я рассмеялся. Зато когда объявляли приговор… было не до смеха“».
Его мать и сёстры были отправлены в ссылку. Им предложили отказаться от сына и брата в обмен на невысылку: они этого не сделали; как и жена, Вера Николаевна Кожина, оказавшаяся в сибирских лагерях. Четырёхлетний сын Александр остался на попечении сестёр отца.
До мая 1939 года Н. А. Козырев отбывал заключение в тюрьме города Дмитровск-Орловский, затем этапирован в Норильлаг НКВД (Норильск, Дудинка). С января 1940 года был переведён на Дудинскую мерзлотную станцию, где работал геодезистом, с весны 1940 года расконвоирован, а в декабре того же года назначен начальником мерзлотной станции. 25 января 1941 года, якобы за враждебную агитацию среди заключённых, осуждён повторно, ещё на десять лет лишения свободы. Со слов Н. А. Козырева, некоторые обвинения звучали следующим образом (документально не подтверждено):

- подсудимый — сторонник идеалистической теории расширения Вселенной;
- считает Есенина (возможно, Гумилёва) хорошим поэтом, а Дунаевского — плохим композитором;
- заявил, что «бытие не всегда определяет сознание»;
- не согласен с высказыванием Энгельса («Диалектика природы») о том, что «Ньютон — индуктивный осёл».

Большинство этих обвинений подтверждается материалами архивно-следственного дела. В приговоре Таймырского окружного суда основная вина подсудимого определяется как «опошление учений К. Маркса и Ф. Энгельса». После суда был переведён в Норильск и назначен на работу на металлургический комбинат инженером теплоконтроля. Верховным судом РСФСР судебное решение по отношению к Н. А. Козыреву было пересмотрено, и он был приговорён к «высшей мере наказания», но полмесяца спустя Верховный суд СССР отменил это последнее и вернул прежнее решение.
Весной 1943 года переведён на работу в Геологическое управление Норильского комбината инженером-геофизиком. До марта 1945 года работал прорабом экспедиции на Хантайском озере и начальником Северного магниторазведочного отряда Нижне-Тунгусской геологической экспедиции.
14 декабря 1946 года по ходатайству коллег-астрономов освобождён условно-досрочно, как талантливый учёный, а 21 февраля 1958 года полностью реабилитирован.
10 марта 1947 года, через три месяца после освобождения, защитил докторскую диссертацию на тему «Теория внутреннего строения звёзд как основа исследования природы звёздной энергии». Официальными оппонентами по диссертации выступили чл.-кор. АН СССР В. А. Амбарцумян, проф. К. Ф. Огородников и проф. А. И. Лебединский.
В фактическом браке с Татьяной Борисовной Казанской, дочерью филолога-классика Бориса Васильевича Казанского, родился сын, будущий филолог-классицист и академик Николай Николаевич Казанский. В 1957 году знакомится с Риммой Васильевной Чубаровой, впоследствии супругой вплоть до последних дней жизни, известным археологом. В браке с ней родились два сына — Дмитрий и Фёдор.
До 1958 года работал в Крымской астрофизической обсерватории АН СССР, затем — в Пулковской обсерватории. В 1958 году написал небольшую книгу «Причинная или несимметричная механика в линейном приближении», фактически ставшую продолжением его докторской диссертации, где обобщённо изложил свою теорию времени. Работа скоро стала обсуждаться в СССР и за рубежом, обсуждение её продолжается и до сих пор Козырев был увлекательным лектором, собиравшим многочисленные аудитории. Вплоть до кончины он продолжал работать над экспериментальным подтверждением своей теории. Техническую помощь в этой работе ему в разные годы бескорыстно оказывали В. Г. Лабейш (с 1959 по 1964 г.), В. В. Насонов (с 1963 по 1983 г.), П. А. Зныкин (в 1982 г.), М. В. Воротков (с 1978 по 1983 г.).
К концу 1970-х годов ввиду научной неприемлемости его последних работ для многих учёных, возник конфликт с руководством обсерватории. Козырев был уволен в апреле 1979 года по сокращению штатов, оставшись без заработка и без пенсии, пока через несколько месяцев не принял нештатную должность консультанта.
Н. А. Козырев умер 27 февраля 1983 года, похоронен на Кладбище Пулковской обсерватории.

## Научная деятельность
Основные научные работы посвящены физике звёзд, исследованию планет и Луны. Разработал теорию протяжённых звёздных атмосфер и установил ряд особенностей выходящего из них излучения (1934) (теория была обобщена С. Чандрасекаром, получив название теории Козырева — Чандрасекара). Разработал теорию солнечных пятен при предположении, что пятно находится в лучевом равновесии с окружающей фотосферой. Обнаружил в спектре тёмной части диска Венеры эмиссионные полосы, две из которых были приписаны молекулярному азоту (1953).
3 ноября 1958 года получил спектрограммы лунного кратера Альфонс, указывающие на выход газов (молекулярного водорода и углерода) из центральной горки кратера. Считают, что это свидетельствует о вулканических явлениях на Луне или о тектонических перемещениях у её поверхности. Это единственное на тот момент документальное свидетельство лунной активности вызвало бурную международную полемику, в которую оказались вовлечены ведущие мировые ученые, такие как Джерард Койпер и Гарольд Юри. Койпер, отстаивавший взгляд на Луну как на геологически мертвое тело, высказал в переписке с коллегами сомнение в подлинности предъявленных Козыревым спектрограмм. Подозрение было снято им только после личного ознакомления со спектрограммами в Пулкове в ходе участия в симпозиуме «Луна» в декабре 1960 года. Полемика вокруг открытия Козырева подробно изучена и описана американским историком науки Рональдом Доэлом.
Явление вулканической деятельности на Луне как научное открытие внесено в Государственный реестр научных открытий СССР под № 76 с приоритетом от 3 ноября 1958 года. За это открытие Козырев в 1969 году был награждён золотой медалью Международной академии астронавтики. Ранее распространённым было мнение, что вулканизм на Луне закончился более 1 млрд лет назад. Что касается описанных выше наблюдений, то они могут объясняться тектоническими сдвигами на Луне, происходящими за счёт гравитационного воздействия Земли.
Предсказал отсутствие магнитного поля Луны за несколько лет до первых космических экспедиций к ней (в 1959 году, что было подтверждёно измерениями, сделанными «Луной-1»). Обнаружил водород в атмосфере Меркурия (на основании сравнительного изучения контуров линий водорода в спектрах Меркурия и Солнца) (1963). Сделал предположение о высокой температуре (до 200 000 К), имеющей место в центре Юпитера.
В результате анализа закономерностей наблюдательной астрофизики пришёл к выводу, что в большинстве звезд нет источников энергии, не зависящих от расхода. Иными словами, звезда вырабатывает энергии столько, сколько может излучиться с её поверхности, или в авторской формулировке: «Получается следующий весьма ответственный вывод: теплопроизводительность звезды определяется только теплоотдачей». На этом основании критиковал теорию термоядерного происхождения звездной энергии. В своей докторской диссертации и последующих работах утверждал, что температура внутри стационарных звёзд, в том числе Солнца, недостаточна для протекания внутри них термоядерных реакций. Рассматривал возможность образования звездной энергии за счет взаимодействия звезд со временем. Положение о наличии у времени активных физических свойств легло в основу причинной механики.
Главное расхождение Козырева с господствующей парадигмой в вопросе происхождения звёздной энергии заключалось в выборе исследовательской стратегии. Козырев критиковал путь, при котором формулы химического состава звезд «подгоняются» под одну выбранную теорию. Он предлагал более последовательно придерживаться индуктивного метода. В своих основных трудах он описывает выбранный им индуктивный подход к решению вопроса о звездной энергии как путь последовательных приближений к этой трудной задаче, которую, по его словам «нельзя и пытаться решать строго математически» в силу большого количества неизвестных. Его подход заключался в своего рода астрофизическом картировании звездного неба путем нанесения массива данных о звездах на графики, координатами которых выступают наблюдаемые и расчетные параметры звезд, с построением изоэрг, изотерм и изофот. При таком подходе, по мысли Козырева, истинные закономерности должны наглядно проступать, как это имеет место с последствиями геологических процессов на географических картах: «Построенная система изофот воспроизводит поверхность светимости подобно тому, как на географических картах горизонтали воспроизводят поверхность Земли».
Взгляды Козырева на эволюцию Вселенной сближают его с представителями русского космизма.

### Причинная механика
Козырев с конца 1940-х годов развивал оригинальные представления о физических свойствах времени, согласно которым время порождает энергию во Вселенной.
В частности, исходя из представления о простой политропной структуре звёзд, считал, что выделение энергии в звёздах не может объясняться термоядерными реакциями и пытался применить для объяснения этого процесса свою теорию.

## Некорректное использование имени
По мнению физика П. А. Зныкина, имя Козырева стало модным, и на него ссылаются даже в оккультных кругах. В то же время, отмечает Зныкин, Козырев никогда не был эзотериком.
В частности, Н. А. Козырев не имеет никакого отношения к «зеркалам Козырева». По информации П. А. Зныкина, изобретатель «машины времени (перемещающей в прошлое мух и тараканов)» В. А. Чернобров утверждал, что именно Казначеев ввёл в широкое употребление термин «зеркало Козырева», и сделал это уже после смерти астронома. Точно так же учёный не имеет отношения к «лучам Козырева» и к «наблюдениями по методике Козырева» с закрытой крышкой телескопа, как и в целом к паранормальной астрономии.

## Современники о Козыреве
Козырев выведен как пример русского интеллигента в стихотворении Андрея Вознесенского «Есть русская интеллигенция…», написанном в 1975 году:

…

Такие, как вне коррозии,

ноздрей петербуржской вздет,

Николай Александрович Козырев —

небесный интеллигент.

Он не замечает карманников.

Явился он в мир стереть

второй закон термодинамики

и с ним тепловую смерть.

…

Первой из видных советских писателей, обративших внимание на научную деятельность Н. А. Козырева, была Мариэтта Шагинян. В пространной статье «Время с большой буквы», опубликованной в Литературной газете за 3 ноября 1959 года, она восторженно отзывается о профессионализме Козырева, заявляет о своей абсолютной вере в его теорию и о «колоссальном значении для науки уже одной постановки вопроса о природе времени». Появившаяся вслед за этим статья трёх академиков в газете «Правда» стала ответом на «безудержно хвалебную» статью Шагинян и «поводом отчуждения коллег», которым, как считает Б. М. Владимирский, через газету дали понять, что помощь Козыреву оказывать не следует.
К описанию пребывания Козырева в Дмитровском централе дважды обращался Александр Солженицын в главе «Тюрзак» «Архипелага ГУЛАГ». В первом случае описывается помещение в карцер за ходьбу по камере и провокационное продление срока наказания на один день. Второй эпизод имеет отношение к необъяснимому появлению в камере курса астрофизики, из которого учёный успевает почерпнуть данные, необходимые для продолжения работы над своей теорией. Это событие, описываемое автором как несомненное чудо, становится завершением первой части «Архипелага» и образует смысловой мост к его второй части словами: «Так вот, теперь мы должны начать главу о противостояния души и решетки». Рассказ Козырева о появлении в камере необходимой ему книги воспроизводится со значительными неточностями С. И. Фуделем в главе 8 его «Воспоминаний». Вероятно, Фудель находился с Козыревым в одной камере на Лубянке в 1946 г. Более подробное описание этих и последующих эпизодов заключения и освобождения представлены в главе 19 книги С. Э. Шноля «Герои, злодеи, конформисты отечественной науки».
Пребывание Козырева в Норильлаге освещалось писателем С. А. Снеговым в «Норильских рассказах», И. С. Шкловским в книге «Эшелон» и С. Л. Щегловым, работавшим под псевдонимом Норильский. О завязавшейся в этот период заключения дружбе с Л. Н. Гумилёвым и о влиянии идей Козырева на будущую теорию этногенеза сообщает биограф Гумилёва С. С. Беляков: «Лагерные лекции Козырева пробудили у Гумилёва интерес к естественным наукам, без которого никогда не было бы пассионарной теории этногенеза».

Знакомством с Козыревым и его теорией физического времени вдохновлен ряд стихотворений Андрея Вознесенского из сборника «Витражных дел мастер»: «Астрофизик», «Живите не в пространстве, а во времени» и др. 

## Труды
- Причинная или несимметричная механика в линейном приближении. Пулково, 1958.
- Избранные труды / Н. А. Козырев; [Предисл. А. Н. Дадаева, с. 5-48. Послесл. Л. С. Шихобалова, с. 410—431]; ЛГУ. — Л.: Изд-во ЛГУ, 1991. — 443,[2] с. ISBN 5-288-00626-1
- Козырев Н. А., Насонов В. В. Проблемы исследования Вселенной, Вып.9, (1980)
- «Неизведанный мир» размышления учёного. // Журнал «Октябрь». № 7. С. 183—192.
- Козырев Н. А., Насонов В. В. «Об исследованиях физических свойств времени»
- Время и жизнь. // Тезисы докладов VI Украинской республиканской конференции по бионике. — Ужгород, 1981. С. 145—146
- Козырев H. А., Насонов В. В. Новый метод определения тригонометрических параллаксов на основе измерения разности между истинным и видимым положением звезды. — Проблемы исследования Вселенной, 1978,7, с.168-179.
- Астрономическое доказательство реальности четырёхмерной геометрии Минковского. — Проблемы исследования Вселенной, 1982, 9. с.85-93.
- Внутреннее строение звёзд на основе наблюдательных данных // Вестник Ленинградского университета. — 1948. — N 11. — С. 32 — 35.
- Источники звёздной энергии и теория внутреннего строения звёзд // Известия Крымской астрофизической обсерватории. — 1948. — Т. 2. — С. 3 — 43.
- Теория внутреннего строения звёзд и источники звёздной энергии // Известия Крымской астрофизической обсерватории. — 1951. — Т. 6. — С. 54 — 83.
- Kozyrev Nikolai. Sources of Stellar Energy and the Theory of the Internal Constitution of Stars // Progress in Physics, October, 2005, V. 3, Р. 61-99.

## Развитие научного наследия
Уточнению аксиоматики и развитию теоретических положений причинной механики посвящены работы петербургского физика, специалиста в области теоретической механики Л. С. Шихобалова. Раскрыта формальная совместимость причиной механики с классической и квантовой механикой, с фундаментальными положениями теории относительности. На основе постулатов причинной механики построены субстанциональная модель пространства-времени и лучистая модель электрона.
Научным сотрудником биологического факультета МГУ А. П. Левичем разработана метаболическая модель времени и пространства, представляющая собой конкретизацию введенного Н. А. Козыревым понятия потока времени.
Предложенное Н. А. Козыревым на качественном уровне определение причинности получило математическую формализацию в работах доктора физ-мат. наук С. М. Коротаева и легло в основание методов классического и квантового причинного анализа.
Идеи Н. А. Козырева о взаимодействии через активные свойства времени получили развитие в многолетних исследованиях макроскопических квантовых нелокальных корреляций, проводившихся сотрудниками Института физики Земли имени О. Ю. Шмидта РАН и МГТУ им. Н. Э. Баумана и продолжающихся на базе Байкальской глубоководной нейтринной обсерватории.
В Ташкентском Научно-исследовательском гидро-метеорологическом институте под руководством доктора геогр. н., профессора М. Л. Арушанова на основе причинной механики разработана модифицированная модель прогноза поля геопотенциала на среднем уровне атмосферы. Модель прошла авторские и производственные испытания, включена в практику метеорологических прогнозов.
Астрономические наблюдения по методике Козырева проводились в разные годы группами московских, новосибирских и киевских ученых. Крутильные весы конструкции Козырева — Насонова и их усовершенствованные модификации в течение многих лет применяет ведущий сотрудник Главной астрономической обсерватории Украины А. Ф. Пугач для изучения суточного движения Солнца, солнечных затмений и конфигураций планет.
Статьёй «Вечная молодость Вселенной» с изложением идей Н. А. Козырева об устройстве мироздания завершается популярная энциклопедия «Астрономия», составленная О. Н. Коротцевым и изданная в 2003 году с рекомендацией ГАО.
Ряд исследований, проводившихся в развитие идей Н. А. Козырева и опиравшихся на его работы, в настоящее время признаны псевдонаучными, в частности, концепция торсионных полей.
Некоторые люди использовали имя Козырева в названиях своих собственных концепций, среди которых есть явно антинаучные, эзотерические.

## Фильмы о Н. А. Козыреве
- Фильм Татьяны Борщ «Тайны времени. Козырев» (2008)
- «Действительная часть человека» (2009) — фильм из цикла «Петербург, время и место», телеканал «Культура» (автор сценария: В. Соболь, режиссёр: Р. Кощиенко)
- Фильм Павла Зныкина «Звезда Козырева. Возвращение» (2011)
- «Николай Козырев» (2014) — фильм из цикла «Легенды науки». Сезон 1. По заказу «Первый ТВЧ» (автор: И. Иванов, режиссёр: М. Бирюкова)
- «Николай Козырев» (2016) — фильм из цикла «Гении и злодеи» (цикл Льва Николаева), телеканал «Культура». Выпуск № 130 (режиссёр Л. Мёдов, сценарий Е. Литвинова)
- «Повелитель времени. Николай Козырев» (2021) — фильм по заказу телеканала «Россия — Культура», телекомпания Goldmedium. Автор сценария и режиссёр: Евгений Безбородов

## Память
Именем Козырева называются:
- Астероид (2536) Козырев, открытый Г. Н. Неуйминым 15 августа 1939 года в Симеизской обсерватории;
- Кратер Козырев на Луне;
- Теория Козырева — Чандрасекара о лучевом равновесии фотосфер звёзд;
- Мемориальная доска по адресу последнего проживания: СПб, Московский пр., 206. Автор: В. Б. Бухаев